# Irene Becker (Volkswirtin)
Irene Becker (* 4. Februar 1953 in Berlin) ist eine deutsche Wirtschaftswissenschaftlerin und Sachbuchautorin.

## Leben
Irene Becker ist in Reinickendorf aufgewachsen. Das Studium an der Technischen Universität Berlin schloss sie als Diplom-Volkswirtin ab. Anschließend war bis 1999 an der Johann Wolfgang Goethe-Universität Frankfurt am Main als wissenschaftliche Mitarbeiterin von Richard Hauser beim Institut für Volkswirtschaftslehre tätig. Dort wurde sie mit der Dissertation über die Einkommensumverteilung in Deutschland zur Dr. oec. promoviert.
Seit 2000 ist sie als freiberufliche Wissenschaftlerin im Rahmen diverser Forschungsprojekte und Gutachten in empirischen Analysen tätig. Ihre Arbeitsschwerpunkte sind u. a. Einkommens- und Vermögensverteilung (insbesondere Armut und Reichtum) sowie soziale Sicherung, Analysen politischer Reformmodelle (z. B. für den Familienlastenausgleich) und Untersuchungen zur Bemessung des soziokulturellen Existenzminimums.
Mehrere Forschungsprojekte und Studien sind von der Friedrich-Ebert-Stiftung (FES) gefördert worden.

## Auswahl der Publikationen
- mit Richard Hauser: Wird unsere Einkommensverteilung immer ungleicher? In: Diether Döring (Hrsg.): Sozialstaat in der Globalisierung. Edition Suhrkamp, Frankfurt am Main 1999, ISBN 978-3-518-12096-5, S. 89–116.
- mit Richard Hauser:  Einkommensverteilung im Querschnitt und im Zeitverlauf 1973–1998. Eigenverlag des Bundesministeriums für Arbeit und Sozialordnung, Bonn 2001 (Forschungsbericht hrsg. vom Bundesministerium für Arbeit und Sozialordnung).
- mit Richard Hauser: Anatomie der Einkommensverteilung. Ergebnisse der Einkommens- und Verbrauchsstichproben 1969–1998. Edition Sigma, Berlin 2003, ISBN 978-3-89404-981-2.
- mit Richard Hauser: Soziale Gerechtigkeit – eine Standortbestimmung. Zieldimensionen und empirische Befunde. Edition Sigma, Berlin 2004, ISBN 978-3-89404-986-7.
- mit Richard Hauser: Dunkelziffer der Armut. Ausmaß und Ursachen der Nicht-Inanspruchnahme zustehender Sozialhilfeleistungen. Edition Sigma, Berlin 2005, ISBN 978-3-89404-995-9.
- mit Richard Hauser: Verteilung der Einkommen 1999–2003. Hrsg. vom Bundesministerium für Gesundheit und Soziale Sicherung. Eigenverlag, Bonn 2005, ISSN 1614-3639 (Forschungsprojekt im Rahmen der Armuts- und Reichtumsberichterstattung der Bundesregierung mit dem Obertitel „Lebenslagen in Deutschland“).
- mit Richard Hauser:  Nicht-Inanspruchnahme zustehender Sozialhilfeleistungen (Dunkelzifferstudie). Forschungsprojekt im Rahmen der Armuts- und Reichtumsberichterstattung der Bundesregierung mit dem Obertitel „Lebenslagen in Deutschland“. Hrsg. vom Bundesministerium für Gesundheit und Soziale Sicherheit. Eigenverlag, Bonn, ISSN 1614-3639.
- mit Richard Hauser: Verteilungseffekte der Hartz-IV-Reform. Ergebnisse von Simulationsanalysen. Edition Sigma, Berlin 2005, ISBN 978-3-8360-8669-1.
- mit Richard Hauser: Soziale Gerechtigkeit – ein magisches Viereck. Zieldimensionen, Politikanalysen und empirische Befunde. Edition Sigma, Berlin 2005, ISBN 978-3-8360-8704-9.
- mit Manfred Cirkel: Bedarfsgerecht statt pauschal – ein Konzept zur Reform des Kindergeldes. Anmerkungen zur Administration eines einkommensabhängigen Kindergeldes. Friedrich-Ebert-Stiftung, Berlin 2012, ISBN 978-3-86498-033-6.

### Als Herausgeberin
- mit Richard Hauser: Einkommensverteilung und Armut. Deutschland auf dem Weg zur Vierfünftel-Gesellschaft? (= Wirtschaftswissenschaft, Band 36). Campus-Verlag, Frankfurt am Main 1997, ISBN 978-3-593-35884-0.
- mit Richard Hauser: The Personal Distribution of Income in an International Perspective. Springer Science+Business Media, Berlin 2000, ISBN 978-3-642-63195-5. doi:10.1007/978-3-642-57232-6
- mit Notburga Ott, Gabriele Rolf: Soziale Sicherung in einer dynamischen Gesellschaft. Festschrift für Richard Hauser zum 65. Geburtstag. Campus-Verlag, Frankfurt am Main 2001, ISBN 978-3-593-36925-9.
- mit Richard Hauser: Reporting on Income Distribution and Poverty. Perspectives from a German and a European Point of View. Springer Science+Business Media, Berlin 2003, ISBN 978-3-642-07894-1. doi:10.1007/978-3-662-05254-9